# Maurizio Battistini
Maurizio Battistini (Rimini, 18 aprile 1957) è un diplomatico ed ex sciatore alpino sammarinese.

## Biografia
Battistini è nato nel 1957 a Rimini da famiglia sammarinese.

### Carriera sciistica
Partecipò ai XII Giochi olimpici invernali di Innsbruck 1976, senza concludere né lo slalom gigante né lo slalom speciale; non ottenne piazzamenti in Coppa del Mondo o ai Campionati mondiali.

### Carriera diplomatica
Nel 1986 entra nel consiglio dell'associazione "Gente del Titano" costituita da cittadini sammarinesi residenti a Rimini, assumendone la carica di presidente dal 1987 al 1993. Nel 2004 ha ricevuto la nomina di console sammarinese presso il Consolato della Repubblica di San Marino in Rimini.